# Windpark Keltenschanze-Weilerhöhe
Der Windpark Keltenschanze-Weilerhöhe ist ein Windpark auf dem Gebiet der Gemeinde Hohenstadt in Baden-Württemberg.
Bei der südlichen Windkraftanlage handelt es sich um eine Nordex N131/3300, sie trägt die Bezeichnung 'Windpark Hohenstadt' WEA 08 (NX-91077) des Betreibers EnBW.
Die beiden weiter nördlich gelegenen Anlagen sind vom Typ Nordex N149.

## Galerie

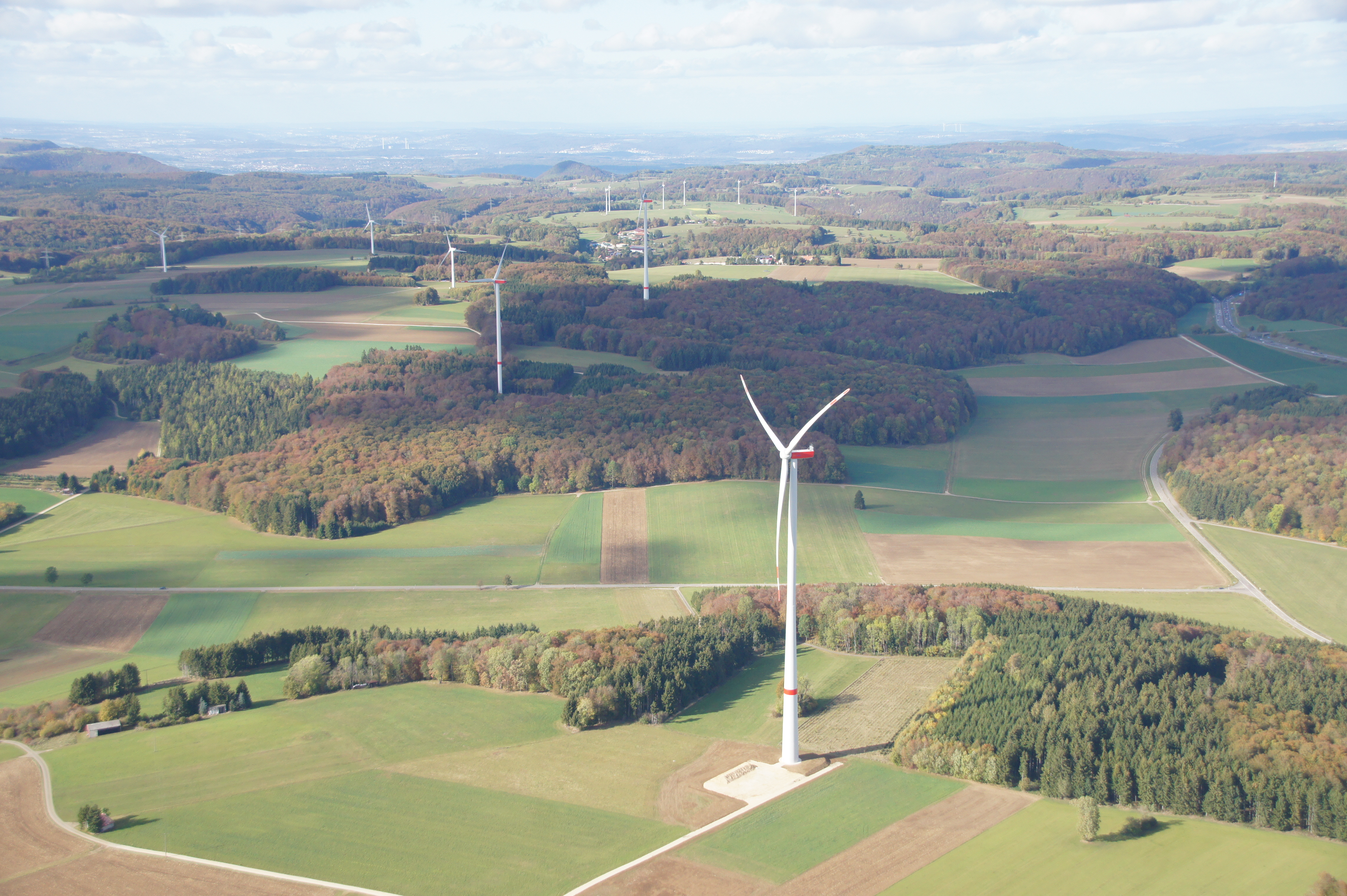
Luftbild des Windparks Keltenschanze-Weilerhöhe 2023-10